# Naushonia lactoalbida
Naushonia lactoalbida is een tienpotigensoort uit de familie van de Laomediidae. De wetenschappelijke naam van de soort is voor het eerst geldig gepubliceerd in 1992 door Berggren.